# Jamestown (stolica tytularna)
Diecezja Jamestown (łac. Dioecesis Iacobolitanus) – stolica historycznej diecezji w Stanach Zjednoczonych.

## Historia
Diecezja powstała 10 listopada 1889 z dotychczasowego wikariatu apostolskiego Dakoty. 6 kwietnia 1897 przestała istnieć, a jej terytorium zostało objęte w nowo utworzonej diecezji Fargo.
W 1995 papież Jan Paweł II utworzył katolickie biskupstwo tytularne Jamestown. 

## Biskupi tytularni
| Lp. | Biskup        | Funkcja                             | Od              | Do                   |
| --- | ------------- | ----------------------------------- | --------------- | -------------------- |
| 1   | David Zubik   | biskup pomocniczy Pittsburgha (USA) | 18 lutego 1997  | 10 października 2003 |
| 2   | Thomas Donato | biskup pomocniczy Newark (USA)      | 21 maja 2004    | 25 sierpnia 2015     |
| 3   | Gregory Kelly | biskup pomocniczy Dallas (USA)      | 16 grudnia 2015 | 20 grudnia 2024      |